# Combat de Dayet en Maharat
Guerre du Mali
Batailles
Le combat de Dayet en Maharat se déroule lors de l'intervention militaire au Mali. 

## Déroulement
Le soir du 16 avril 2014, les Français repèrent deux pick-up djihadistes au nord de Tombouctou. Ceux-ci engagent alors une opération, avec des moyens aéromobiles et terrestres, pour intercepter les véhicules,.
Pendant la nuit du 16 au 17, les forces spéciales françaises, appuyées par les troupes de l'Opération Serval et des hélicoptères, arrivent au contact des islamistes. Les Français commencent par effectuer des tirs de sommation, mais les djihadistes refusent de se rendre et ouvrent le feu. Face à l'avancée des militaires français, ils abandonnent cependant leurs véhicules et se replient, en essuyant plusieurs pertes.
Selon le ministère français de la Défense « une partie du groupe terroriste » est « neutralisée ». D'après l'état-major des armées, une dizaine de combattants sont neutralisés, c'est-à-dire tués. Les Français ne déplorent quant à eux ni mort ni blessé,.
Pendant l'affrontement, les Français délivrent cinq humanitaires, dont quatre membres du Comité international de la Croix-Rouge (CICR), et un vétérinaire, d'une autre organisation humanitaire. Les djihadistes abandonnent leurs prisonniers dans les véhicules au début du combat. Les ex-otages sont ensuite exfiltrés par les militaires français. Les personnes libérées étaient des Maliens, dont quatre Touaregs. Le soir du 17 avril, dans un communiqué commun, le président français et le président malien, annoncent la libération des cinq otages. Le CICR publie également un communiqué dans lequel il salue cette libération et précise que deux des humanitaires sont légèrement blessés mais que leur vie n'est pas en danger,.
Les humanitaires avaient été enlevés le 8 février 2014, lorsque leur véhicule avait été arrêté au sud d'Anéfif, sur la route de Kidal à Gao. Le 11, leur enlèvement avait été revendiqué par Yoro Abdoulsalam, un chef du MUJAO. Cependant, selon RFI, après la libération des otages, « plusieurs sources nuancent cette revendication, privilégiant une action d'un groupe d'individus plutôt que celle d'un mouvement terroriste identifié ».